# سليمان كشاني
سليمان كشاني هو نائب رئيس جامعة كولومبيا في نيويورك حيث يعمل أيضًا أستاذاً للهندسة الصناعية وبحوث العمليات.

## مسيرته
حصل كشاني على درجة الدكتوراه في بحوث العمليات من معهد ماساتشوستس للتكنولوجيا (MIT). حصل أيضًا على ماجستير العلوم في بحوث العمليات في معهد ماساتشوستس للتكنولوجيا وشهادة هندسة من المدرسة المركزية باريس. حضر دروسه التحضيرية في مدرسة لويس الكبير الثانوية في باريس.